# Латвія на літніх Олімпійських іграх 2020
Латвія взяла участь на літніх Олімпійських іграх 2020 року в Токіо. Спочатку планувалося проведення з 24 липня до 9 серпня 2020 року, Ігри були перенесені на 23 липня до 8 серпня 2021 року через пандемію COVID-19.  Це був восьмий виступ країни поспіль на Іграх і загалом дванадцятий в історії літніх Олімпійських ігор.

## Медалісти
| Медаль | Спортсмен                                                                                     | Вид спорту     | Дисципліна           | Дата     |
| ------ | --------------------------------------------------------------------------------------------- | -------------- | -------------------- | -------- |
| Золото | Чоловіча збірна Латвії 3х3 - Агніс Чаварс - Едгарс Круміньш - Карліс Ласманіс - Науріс Мієзіс | Баскетбол      | Чоловічий турнір 3x3 | 28 липня |
| Бронза | Артурс Плезнієкс                                                                              | Важка атлетика | Чоловіки, до 109 кг  | 3 серпня |

| Вид спорту     | 1 | 2 | 3 | Усього |
| Баскетбол      | 1 | 0 | 0 | 1      |
| Важка атлетика | 0 | 0 | 1 | 1      |
| Усього         | 1 | 0 | 1 | 2      |

| Медалі за датами | Медалі за датами | Медалі за датами | Медалі за датами | Медалі за датами | Медалі за датами |
| ---------------- | ---------------- | ---------------- | ---------------- | ---------------- | ---------------- |
| Дата             | 1                | 2                | 3                | Усього           |                  |
| 28 липня         | 1                | 0                | 0                | 1                |                  |
| 3 серпня         | 0                | 0                | 1                | 1                |                  |
| Усього           | 1                | 0                | 1                | 2                |                  |

## Спортсмени
Далі наводиться список кількості учасників Ігор.
| Вид спорту           | Чоловіки | Жінки | Усього |
| -------------------- | -------- | ----- | ------ |
| Легка атлетика       | 3        | 5     | 8      |
| Баскетбол            | 4        | 0     | 4      |
| Каное                | 1        | 0     | 1      |
| Велоспорт            | 3        | 1     | 4      |
| Кінний спорт         | 1        | 0     | 1      |
| Дзюдо                | 1        | 0     | 1      |
| Карате               | 1        | 0     | 1      |
| Сучасне п'ятиборство | 1        | 0     | 1      |
| Стрільба             | 0        | 1     | 1      |
| Плавання             | 1        | 1     | 2      |
| Теніс                | 0        | 2     | 2      |
| Волейбол             | 2        | 2     | 4      |
| Важка атлетика       | 2        | 0     | 2      |
| Боротьба             | 0        | 1     | 1      |
| Усього               | 20       | 13    | 33     |

## Легка атлетика
Латвійські спортсмени досягли стандартів участі у змаганнях або за світовим рейтингом у таких легкоатлетичних змаганнях (максимум до 3 спортсменів у кожній події):  
Легенда
- Note — для трекових дисциплін місце вказане лише для забігу, в якому взяв участь спортсмен
- Q = Кваліфікований для наступного раунду
- q = Кваліфікований на наступний раунд за добором; для трекових дисциплін, хто був найшвидшим, але програв, для технічних дисциплін — за місцем без досягнення кваліфікаційної мети
- NR = Національний рекорд
- N/A (Не застосовується) = Раунд не застосовується до події
- Bye = Спортсмену не потрібно брати участь у раунді

Трек і дорожні дисципліни
| Спортсмен           | Дисципліна                          | Попередній забіг | Попередній забіг | Півфінал         | Півфінал         | Фінал            | Фінал            |
| Спортсмен           | Дисципліна                          | Результат        | Місце            | Результат        | Місце            | Результат        | Місце            |
| ------------------- | ----------------------------------- | ---------------- | ---------------- | ---------------- | ---------------- | ---------------- | ---------------- |
| Арніс Румбеніекс    | Чоловіки, спортивна ходьба на 50 км | Н/Д              | Н/Д              | Н/Д              | Н/Д              | 4:13:33          | 37               |
| Русланс Смолонськис | Чоловіки, спортивна ходьба на 50 км | Н/Д              | Н/Д              | Н/Д              | Н/Д              | DQ               | —                |
| Ліга Велвере        | Жінки, біг на 800 м                 | DNF              | —                | Завершила виступ | Завершила виступ | Завершила виступ | Завершила виступ |

Технічні дисципліни
| Спортсмен        | Дисципліна              | Кваліфікація | Кваліфікація | Фінал            | Фінал            |
| Спортсмен        | Дисципліна              | Відстань     | Місце        | Відстань         | Місце            |
| ---------------- | ----------------------- | ------------ | ------------ | ---------------- | ---------------- |
| Ґатіс Чакш       | Чоловіки, метання списа | 78.73        | 18           | Завершив виступ  | Завершив виступ  |
| Лора Ігаун       | Жінки, метання молота   | 68.53        | 20           | Завершила виступ | Завершила виступ |
| Анете Коціня     | Жінки, метання списа    | 58.84        | 22           | Завершила виступ | Завершила виступ |
| Ліна Музе        | Жінки, метання списа    | 57.33        | 26           | Завершила виступ | Завершила виступ |
| Мадара Паламейка | Жінки, метання списа    | 60.94        | 12           | 58.70            | 11               |

## Баскетбол
Огляд
| Команда                 | Дисципліна             | Груповий етап    | Груповий етап    | Груповий етап    | Груповий етап    | Груповий етап    | Груповий етап    | Груповий етап      | Груповий етап | Чвертьфінал      | Півфінал         | Фінал / БМ       | Фінал / БМ |
| Команда                 | Дисципліна             | Суперник Рахунок | Суперник Рахунок | Суперник Рахунок | Суперник Рахунок | Суперник Рахунок | Суперник Рахунок | Суперник Рахунок   | Місце         | Суперник Рахунок | Суперник Рахунок | Суперник Рахунок | Місце      |
| ----------------------- | ---------------------- | ---------------- | ---------------- | ---------------- | ---------------- | ---------------- | ---------------- | ------------------ | ------------- | ---------------- | ---------------- | ---------------- | ---------- |
| Латвія, чоловіки, 3 × 3 | Чоловіки, турнір 3 × 3 | Польща W 21–14   | Бельгія W 20–21  | КНР W 18-17      | Японія L 21-18   | Сербія L 16–22   | ROC · L 19–15    | Нідерланди W 22–18 | 3             | Японія W 21–18   | Бельгія W 21–8   | ROC · W 21–18    | 1          |

### 3 × 3 баскетбол

#### Чоловічий турнір
Чоловіча збірна Латвії 3х3 пройшла кваліфікацію до Ігор, вигравши бронзову медаль на Олімпійському кваліфікаційному турнірі ФІБА 2021 року. 
Склад команди
Гравців було оголошено 6 липня 2021 р. 
- Агніс Чаварс
- Едгарс Круміньш
- Карліс Ласманіс
- Науріс Мієзіс

## Каное

### Спринт
Латвія кваліфікувала єдиний човен (K-1 200 м, чоловіки) для участі на Іграх із топ-2 на Європейській кваліфікаційній регаті каное-спринту 2021 року в Сегеді, Угорщина. 
| Спортсмен      | Дисципліна           | Попередній заплив | Попередній заплив | Чвертьфінал    | Чвертьфінал    | Півфінал | Півфінал | Фінал  | Фінал |
| Спортсмен      | Дисципліна           | Час               | Місце             | Час            | Місце          | Час      | Місце    | Час    | Місце |
| -------------- | -------------------- | ----------------- | ----------------- | -------------- | -------------- | -------- | -------- | ------ | ----- |
| Робертс Акменс | Чоловіки, К-1, 200 м | 35.448            | 2                 | не брав участі | не брав участі | 35.688   | 4 FA     | 36.014 | 8     |

Легенда кваліфікації: FA = Кваліфікація до фіналу (медаль); FB = Відбір до фіналу B (не медальний)

## Велоспорт

### Шосе
Від Латвії представлені два гонщики для участі в олімпійській шосейній гонці серед чоловіків завдяки топ-32 національним фінішам (для чоловіків) у світовому рейтингу UCI. 
| Спортсмен       | Дисципліна                        | Час        | Місце |
| --------------- | --------------------------------- | ---------- | ----- |
| Крістс Нейландс | Дорожні перегони, чоловіки        | 6:15:38    | 33    |
| Томс Скуїньш    | Дорожні перегони, чоловіки        | 6:11:46    | 22    |
| Томс Скуїньш    | Роздільна шосейна гонка, чоловіки | 1:02:04.93 | 30    |

### BMX
Латвія отримала два квотні місця (по одному на чоловіка та жінку) для BMX на Олімпійських іграх, очоливши країни, які змагаються за кваліфікацію в чоловічій гонці на чемпіонаті світу UCI по BMX 2019 року та фінішувавши в трійці найкращих країн для жінок в UCI BMX Individual Список рейтингу на 1 червня 2021 р.  

#### Гонка
| Спортсмен        | Дисципліна       | Чвертьфінал | Чвертьфінал | Півфінал         | Півфінал         | Фінал            | Фінал |
| Спортсмен        | Дисципліна       | Результат   | Місце       | Результат        | Місце            | Місце            |       |
| ---------------- | ---------------- | ----------- | ----------- | ---------------- | ---------------- | ---------------- | ----- |
| Гельвій Бабріс   | Гонка, чоловіки  | 15          | 5           | Завершив виступ  | Завершив виступ  | Завершив виступ  |       |
| Вінета Петерсоне | BMX-гонки, жінки | 16          | 6           | Завершила виступ | Завершила виступ | Завершила виступ |       |

## Кінний спорт
Латвія увійшла до одного олімпійського змагання з одним вершником, фінішувавши серед двох найкращих, поза відбором групи, індивідуального олімпійського рейтингу FEI для групи С (Центральна та Східна Європа), що ознаменувало дебют країни у цьому виді спорту. 

### Стрибки
| Спортсмен           | Кінь   | Дисципліна            | Кваліфікація    | Кваліфікація | Фінал           | Фінал | Усього          | Усього |
| Спортсмен           | Кінь   | Дисципліна            | Штрафні санкції | Місце        | Штрафні санкції | Місце | Штрафні санкції | Місце  |
| ------------------- | ------ | --------------------- | --------------- | ------------ | --------------- | ----- | --------------- | ------ |
| Кристапс Неретніекс | Valour | Індивідуальний конкур | 0.00            | =1           | 13.00           | 23    | 13.00           | 23     |

## Дзюдо
Латвія кваліфікувала на Ігри одного дзюдоїста до напівважкої категорії чоловіків (100 кг) серед чоловіків. Двократний олімпієць Євгеній Бородавко визнаний з європейської зони як найвищий за рейтингом дзюдоїст країни поза безпосередньою кваліфікаційною позицією у Світовому рейтинговому списку IJF від 28 червня 2021 р. 
| Спортсмен         | Категорія           | 1/16 фіналу        | 1/8 фіналу         | Чвертьфінал        | Півфінал           | Втішний поєдинок   | Фінал / БМ         | Фінал / БМ      |
| Спортсмен         | Категорія           | Суперник Результат | Суперник Результат | Суперник Результат | Суперник Результат | Суперник Результат | Суперник Результат | Місце           |
| ----------------- | ------------------- | ------------------ | ------------------ | ------------------ | ------------------ | ------------------ | ------------------ | --------------- |
| Євгеній Бородавко | Чоловіки, до 100 кг | Цірьєніч (HUN)     | Завершив виступ    | Завершив виступ    | Завершив виступ    | Завершив виступ    | Завершив виступ    | Завершив виступ |

## Карате
Латвія представлена одним каратистом на першому олімпійському турнірі. Чемпіон Європейських ігор 2019 Калвіс Кальніньш забезпечив собі місце в категорії куміте до 67 кг серед чоловіків, маючи найвищий рейтинг каратистів, які змагаються за кваліфікацію з європейської зони на основі Олімпійських рейтингів WKD. 
| Спортсмен        | Категорія          | Груповий етап           | Груповий етап      | Груповий етап         | Груповий етап          | Груповий етап | Півфінал           | Фінал              | Фінал             |
| Спортсмен        | Категорія          | Суперник Результат      | Суперник Результат | Суперник Результат    | Суперник Результат     | Місце         | Суперник Результат | Суперник Результат | Місце             |
| ---------------- | ------------------ | ----------------------- | ------------------ | --------------------- | ---------------------- | ------------- | ------------------ | ------------------ | ----------------- |
| Калвіс Кальніньш | Чоловіки, до 67 кг | Аль-Масатфа (JOR) L 3–8 | Мадера (VEN) W 4–2 | Да Коста (FRA) L 2–11 | Дерафшипур (EOR) L 3–5 | 4             | Завершив змагання  | Завершив змагання  | Завершив змагання |

## Сучасне п'ятиборство
Латвія увійшла до олімпійських змагань з одним сучасним п’ятиборцем. Павел Швецов опинився на останньому місці з восьми найкращих сучасних п’ятиборців, які змагались за кваліфікацію серед чоловіків на основі світового рейтингу UIPM від 1 червня 2021 р. 
| Спортсмен     | Дисципліна | Фехтування (шпага, в один дотик) | Фехтування (шпага, в один дотик) | Фехтування (шпага, в один дотик) | Фехтування (шпага, в один дотик) | Плавання (200 м вільним стилем) | Плавання (200 м вільним стилем) | Плавання (200 м вільним стилем) | Верхова їзда (конкур) | Верхова їзда (конкур) | Верхова їзда (конкур) | Комбіновано: стрільба / біг (10 м пневматичний пістолет) / (3200 м) | Комбіновано: стрільба / біг (10 м пневматичний пістолет) / (3200 м) | Комбіновано: стрільба / біг (10 м пневматичний пістолет) / (3200 м) | Загальна кількість балів | Фінальне місце |
| Спортсмен     | Дисципліна | RR                               | BR                               | Місце                            | Рахунок                          | Час                             | Місце                           | Рахунок                         | Штрафні санкції       | Місце                 | Рахунок               | Час                                                                 | Місце                                                               | Рахунок                                                             | Загальна кількість балів | Фінальне місце |
| ------------- | ---------- | -------------------------------- | -------------------------------- | -------------------------------- | -------------------------------- | ------------------------------- | ------------------------------- | ------------------------------- | --------------------- | --------------------- | --------------------- | ------------------------------------------------------------------- | ------------------------------------------------------------------- | ------------------------------------------------------------------- | ------------------------ | -------------- |
| Павел Швецовс | Чоловіки   | 22-13                            | 2                                | 7                                | 234                              | 1:59.83                         | 10                              | 311                             | 81.97                 | 16                    | 285                   | 11:40.67                                                            | 26                                                                  | 600                                                                 | 1430                     | 14             |

## Стрільба
Латвія надала на запрошення від ISSF бронзового призера юнацьких олімпійських ігор 2014 року Агат Рашмане (25 метрів пістолет, жінки) на перенесені Ігри найвищого за рейтингом стрільця, який змагається за кваліфікацію в Світовому олімпійському рейтингу ISSF 6 червня 2021 року  
| Спортсмен    | Дисципліна                        | Кваліфікація | Кваліфікація | Фінал            | Фінал            |
| Спортсмен    | Дисципліна                        | Результат    | Місце        | Результат        | Місце            |
| ------------ | --------------------------------- | ------------ | ------------ | ---------------- | ---------------- |
| Агат Рашмане | Жінки, пневматичний пістолет 10 м | 573          | 19           | Завершила виступ | Завершила виступ |
| Агат Рашмане | Жінки, пістолет 25 м              | 569          | 37           | Завершила виступ | Завершила виступ |

## Плавання
Латвія отримала запрошення FINA щодо універсальності відправити двох плавців з найвищим рейтингом (по одному на чоловіка та жінку) на їхні окремі змагання на Олімпійські ігри, засновані на бальній системі FINA від 28 червня 2021 р. 
| Спортсмен       | Дисципліна                    | Заплив  | Заплив | Півфінал         | Півфінал         | Фінал            | Фінал            |
| Спортсмен       | Дисципліна                    | Час     | Місце  | Час              | Місце            | Час              | Місце            |
| --------------- | ----------------------------- | ------- | ------ | ---------------- | ---------------- | ---------------- | ---------------- |
| Даніїлс Бобровс | Чоловіки, 200 м брасом        | 2:14.25 | 31     | Завершив виступ  | Завершив виступ  | Завершив виступ  | Завершив виступ  |
| Ієва Магука     | Жінки на 100 м вільним стилем | 56.39   | 37     | Завершила виступ | Завершила виступ | Завершила виступ | Завершила виступ |
| Ієва Магука     | Жінки, 200 м вільним стилем   | 2:03,75 | 24     | Завершила виступ | Завершила виступ | Завершила виступ | Завершила виступ |

## Теніс
Латвія представила до олімпійського турніру двох тенісистів. Олімпійка Ріо-2016 Олена Остапенко (№43) та новачок Анастасія Севастова (№ 57) потрапили безпосередньо до топ-56 гравців, що претендують на участь у одиночному розряді на основі світового рейтингу WTA від 13 червня 2021 року.  
| Спортсмен                           | Дисципліна       | 1/32 фіналу                        | 1/16 фіналу                             | 1/8 фіналу       | Чвертьфінал      | Півфінал         | Фінал / БМ       | Фінал / БМ       |
| Спортсмен                           | Дисципліна       | Суперник Рахунок                   | Суперник Рахунок                        | Суперник Рахунок | Суперник Рахунок | Суперник Рахунок | Суперник Рахунок | Місце            |
| ----------------------------------- | ---------------- | ---------------------------------- | --------------------------------------- | ---------------- | ---------------- | ---------------- | ---------------- | ---------------- |
| Олена Остапенко                     | Одиночний, жінки | Весніна (ROC) L 4–6, 7–6(7–2), 4–6 | Завершила виступ                        | Завершила виступ | Завершила виступ | Завершила виступ | Завершила виступ | Завершила виступ |
| Анастасія Севастова                 | Одиночний, жінки | Ферро (FRA) L 6–2, 4–6, 2–6        | Завершила виступ                        | Завершила виступ | Завершила виступ | Завершила виступ | Завершила виступ | Завершила виступ |
| Олена Остапенко Анастасія Севастова | Парний, жінки    | Н/Д                                | Перес / Стосур (AUS) L 6–4, 1–6, [5–10] | Завершили виступ | Завершили виступ | Завершили виступ | Завершили виступ | Завершили виступ |

## Волейбол

### Пляжний
Чоловічі та жіночі пари з пляжного волейболу в Латвії пройшли участь у Іграх, просунувшись до фінального матчу та отримавши місце на Всесвітньому олімпійському кваліфікаційному турнірі FIVB 2019 у китайському Хаяні.  
| Спортсмен                          | Дисципліна | Попередній тур                                   | Попередній тур                                                | Попередній тур                              | Попередній тур | Втішна гра       | 1/8 фіналу                                               | Чвертьфінал                                           | Півфінал                                              | Фінал / БМ                                       | Фінал / БМ |
| Спортсмен                          | Дисципліна | Суперник Рахунок                                 | Суперник Рахунок                                              | Суперник Рахунок                            | Місце          | Суперник Рахунок | Суперник Рахунок                                         | Суперник Рахунок                                      | Суперник Рахунок                                      | Суперник Рахунок                                 | Місце      |
| ---------------------------------- | ---------- | ------------------------------------------------ | ------------------------------------------------------------- | ------------------------------------------- | -------------- | ---------------- | -------------------------------------------------------- | ----------------------------------------------------- | ----------------------------------------------------- | ------------------------------------------------ | ---------- |
| Мартиньш Плявіньш Едгарс Тоц       | Чоловіки   | Перушич – Швайнер (CZE) W 2-0 (21-0, 21-0)       | Красильников – Стояновський (ROC) W 2–1 (13–21, 21–19, 15–11) | Гаксіола – Рубіо (MEX) L 0–2 (18–21, 16–21) | 2 Q            | не брав участі   | Олівейра – Шмідт (BRA) W 2–0 (21–19, 21–18)              | Алісон – Філью (BRA) W 2–0 (21–16, 21–19)             | Муль – Серум (NOR) L 0–2 (15–21, 16–21)               | Юнуссе – Тіжан (QAT) L 0–2 (12–21, 18–21)        | 4          |
| Тіна Граудіня Анастасія Кравченока | Жінки      | Клас – Спонсіл (USA) L 1-2 (13-21, 21-16, 11-15) | Рамос – Кавалсанті (BRA) W 2–1 (21–15, 12–21, 15–12)          | Макоха – Хадамбі (KEN) W 2–0 (21–6, 21–14)  | 2 Q            | не брав участі   | Макрогузова – Холоміна (ROC) W 2–1 (16–21, 21–17, 15–13) | Бейнслі – Вілкерсон (CAN) W 2–1 (21–13, 18–21, 15–11) | Артачо дель Солар – Кленсі (AUS) L 0–2 (21–23, 13–21) | Гайдріх – Верже-Депре (SUI) L 0–2 (19–21, 15–21) | 4          |

## Важка атлетика
Латвія взяла участь в олімпійських змаганнях з двома важкоатлетами. Чемпіон світу серед юніорів 2018 року Рітварс Сухаревс (81 кг) та дворазовий олімпієць Артурс Плезнієкс (109 кг) забезпечили собі один із восьми найкращих слотів у своїх відповідних вагових дивізіонах на основі абсолютного світового рейтингу IWF. 
| Спортсмен        | Категорія           | Ривок     | Ривок | Поштовх   | Поштовх | Усього | Місце |
| Спортсмен        | Категорія           | Результат | Місце | Результат | Місце   | Усього | Місце |
| ---------------- | ------------------- | --------- | ----- | --------- | ------- | ------ | ----- |
| Рітварс Сухарев  | Чоловіки, до 81 кг  | 163       | 4-6   | 195       | 6       | 358    | 6     |
| Артурс Плезнієкс | Чоловіки, до 109 кг | 180       | 6–7   | 230       | 2       | 410    | 3     |

## Боротьба
Латвія кваліфікувала одного борця для вільного стилю серед жінок до 62 кг до олімпійських змагань, просунувшись до двох найкращих фіналів на Європейському кваліфікаційному турнірі 2021 року в Будапешті, Угорщина. 

Легенда:
- VT (рейтингові бали: 5–0 або 0–5) -  Перемога на туше.
- VB (рейтингові бали: 5–0 або 0–5) - Перемога через травму (VF за втрату, VA за вилучення або дискваліфікацію)
- PP (рейтингові бали: 3–1 або 1–3) - Рішення за балами - переможений з технічними балами.
- PO (рейтингові бали: 3–0 або 0–3) - Рішення за балами - переможений без технічних балів.
- ST (рейтингові бали: 4–0 або 0–4) - Велика перевага - переможений без технічних балів та перемогою щонайменше 8 (греко-римський) або 10 (вільний стиль) балів.
- SP (рейтингові бали: 4–1 або 1–4) - Технічна перевага - переможений з технічними балами та перемогою принаймні 8 (греко-римський) або 10 (вільний стиль) балів.

Вільний стиль, жінки
| Спортсмен            | Категорія | 1/8 фіналу                     | Чвертьфінал        | Півфінал           | Втішний поєдинок   | Фінал / БМ                  | Фінал / БМ |
| Спортсмен            | Категорія | Суперник Результат             | Суперник Результат | Суперник Результат | Суперник Результат | Суперник Результат          | Місце      |
| -------------------- | --------- | ------------------------------ | ------------------ | ------------------ | ------------------ | --------------------------- | ---------- |
| Анастасія Григор’єва | до 62 кг  | Айсулуу Тинибекова (KGZ) L 8–0 | не брав участі     | не брав участі     | Інце (ROU) W 14–7  | Ірина Коляденко (UKR) L 1–3 | 5          |